# Einziehung (Banknoten)
Um eine Einziehung handelt es sich, wenn eine Zentralbank einen Teil der in Bargeldumlauf befindlichen Banknoten aus dem Verkehr zieht.

## Allgemeines
Eine Zentralbank besitzt das Ausgaberecht für von ihr ausgestellte Banknoten. Nach EU-Recht sind die Europäische Zentralbank (EZB) und die nationalen Zentralbanken nach Art. 128 Abs. 1 AEUV zur Ausgabe dieser Banknoten berechtigt. In Deutschland ist die Notenausgabe geregelt in § 14 Abs. 1 BBankG.
Gegenmaßnahme ist die Einziehung der in Umlauf befindlichen Banknoten. Gründe für eine Einziehung sind etwa die Fälschungsgefahr für einen bestimmten Nominalwert oder die Abschaffung eines Nominalwerts. Sollen bestimmte Banknoten lediglich wegen hoher Gebrauchsspuren durch Abnutzung oder Beschädigung aufgrund langer Umlaufdauer ersetzt werden, so geschieht dies im Wege des Austauschs, bei dem lediglich die beschädigten Banknoten zurückgenommen und ersetzt werden. Da sich die Banknoten in Händen von Millionen Bürgern, auch in Tresoren oder sonstigen Behältnissen befinden, ist die Einziehung ganzer Serien komplizierter und zeitaufwendiger als die Notenausgabe.

## Rechtsfragen
In § 14 Abs. 2 BBankG ist eine Einziehung von durch die Deutsche Bundesbank ausgegebenen Banknoten (Eurobanknoten) ausdrücklich vorgesehen. Zunächst erfolgt zu diesem Zweck ein öffentlicher Aufruf, der mindestens im Bundesanzeiger veröffentlicht wird. Hierin werden die Bürger aufgefordert, eine bestimmte Denomination an Kreditinstitute oder die Deutsche Bundesbank – gegen Umtausch in Banknoten mit gleichem Gegenwert – zurückzugeben. Gleichzeitig wird eine Frist für die Rückgabe gesetzt und darauf hingewiesen, dass nach Ablauf dieser Frist die aufgerufenen Banknoten ihre Gültigkeit verlieren (Ausschlussfrist).
Die Deutsche Bundesbank, Kreditinstitute und ihre Mitarbeiter müssen als Falschgeld verdächtigte Wertträger aus dem Verkehr nehmen („anhalten“; § 36 BBankG), der Polizei übersenden und der Bundesbank hierüber Mitteilung machen (§ 36 Abs. 2 BBankG). Falschgeld wird nach § 37 Abs. 2 BBankG von der Bundesbank eingezogen und aufbewahrt. Bei dieser Einziehung wird kein Gegenwert ersetzt.
Der Einzug einer Euro-Banknoten-Stückelung oder -serie wird gemäß Art. 6 des Beschlusses der Europäischen Zentralbank (EZB) vom 19. April 2013 „über die Stückelung, Merkmale und Reproduktion sowie den Umtausch und Einzug von Euro-Banknoten“ durch einen Beschluss des EZB-Rates geregelt, der zur allgemeinen Unterrichtung im Amtsblatt der Europäischen Union und in anderen Medien veröffentlicht wird. Er muss die betroffene Stückelung, den Umtauschzeitraum, das Datum des Einzugs und die Behandlung der nach diesem Zeitpunkt vorgelegten Banknoten beinhalten.

## Praxis
Eine Einziehung ist bei der Bundesbank – bis auf Falschgeld – noch nicht vorgekommen. Als im Mai 2016 der Rat der EZB die Abschaffung der 500-Euro-Banknote beschloss, hat er sich nicht für deren Einziehung entschieden. Vielmehr wurden keine neuen Banknoten dieser Stückelung mehr ausgegeben, während die in Umlauf befindlichen Scheine zeitlich unbegrenzt als gesetzliches Zahlungsmittel gültig bleiben werden. Gelangen sie jedoch in das Bankensystem, werden sie einbehalten, und ihr Gegenwert wird durch kleinere Denominationen ersetzt. So sank die Anzahl der Fünfhunderter-Scheine von 613,6 Millionen Stück (Dezember 2015) auf 594,4 Millionen im März 2016. Im Januar 2020 zirkulierten noch 440,5 Millionen Stück.
Gründe für die Abschaffung des 500-Euro-Scheins waren seine überwiegende Verwendung bei der Geldwäsche, in der Terrorismusfinanzierung und im Drogenhandel.

## Abgrenzung
Verrufung ist das Außerkurssetzen im Umlauf befindlicher Münzen, Demonetisierung die Aufhebung der Gültigkeit einer ganzen Währung (etwa der Deutschen Mark bei der Einführung des Euro).